# Jana Hlaváčová (Schauspielerin)

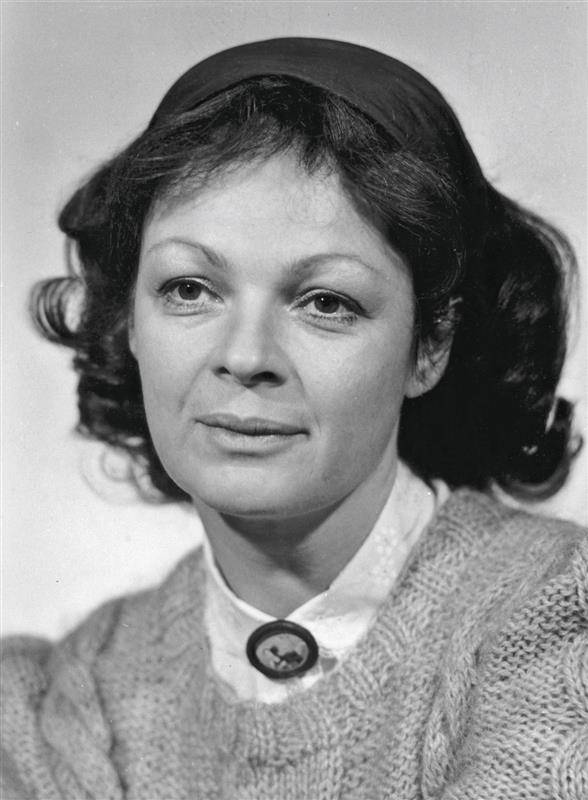
Jana Hlaváčová

Jana Hlaváčová (* 26. März 1938 in Prag, Tschechoslowakei; † 13. Januar 2024 ebenda) war eine tschechische Schauspielerin und Professorin an der Theaterfakultät der Akademie der Musischen Künste in Prag (DAMU). Von 1960 bis zum Jahr 2011 wirkte sie in mehr als 165 Film- und Fernsehproduktionen mit.

## Leben
Hlaváčová schloss nach dem Abitur 1960 die DAMU ab und gab unter der Regie von Zdeněk Podskalský als Mefistofela ihr Filmdebüt in Wo der Teufel nicht hinkam. Anschließend spielte sie am Divadlo Josefa Kajetána Tyla (J.-K.-Tyl-Theater) in Pilsen und wurde später Mitglied des Národní divadlo in Prag, welches sie 1990 verließ. 1995 war sie für ihre Rolle der Krankenschwester in Jaromil Jireš Spielfilm Učitel tance für den Český lev als beste Nebendarstellerin nominiert. Hlaváčová wirkte auch in zahlreichen Kinder- und Jugendproduktionen mit, darunter in einer Vielzahl an Märchenfilmen. Sie spielte unter anderem neben Libuše Šafránková und Pavel Trávníček in Der dritte Prinz (1982) an der Seite ihres zweiten Ehemanns Luděk Munzar das Königspaar und in Ludvík Rážas Die sieben Raben (1993) die Mutter, die ihre sieben Söhne verwünscht. 2011 stand sie für die Fernsehproduktionen Viditelny svet und in zwei Episoden der Schauspielreihe Setkání s hvezdou, wovon eine ihr gewidmet war und die andere ihrer Schauspielkollegin Vilma Cibulková letztmals vor der Kamera.
Jana Hlaváčová war in erster Ehe mit dem Schauspieler Jiří Michný (1935–1969) verheiratet. Aus dieser Ehe stammt eine Tochter, Tereza (* 1963). 1969 heiratete sie den Schauspieler Luděk Munzar (1933–2019), mit dem sie eine weitere Tochter, Barbora Munzarová (* 1971), hatte, die ebenfalls Schauspielerin wurde. Ihre jüngere Schwester Daniela Hlaváčová (* 1945) ergriff ebenfalls den Schauspielberuf.
Im April 2022 wurde bekannt, dass Hlaváčová an der Parkinson-Krankheit erkrankt ist. Am 13. Januar 2024 starb sie im Alter von 85 Jahren in Prag.

## Filmografie (Auswahl)
- 1960: Wo der Teufel nicht hinkam (Kam čert nemůže)
- 1960: Überall leben Menschen (Všude žijí lidé)
- 1961: Das Lied von der grauen Taube (Pieseň o sivom holubovi)
- 1961: Der nächtliche Gast (Noční host)
- 1962: Bitte nicht wecken! (Prosím, nebudit!)
- 1971: Das Geheimnis des großen Erzählers (Tajemství velikého vypravěče)
- 1975: Pan Tau
- 1975: Am Ende der Welt (Na konci světa)
- 1982: Der dritte Prinz (Třetí princ)
- 1983: Zwei feurige Damen (Ohnivé ženy)
- 1984: Das Martyrium des heiligen Sebastian (Utrpení svatého Šebestiána)
- 1984: Das fremde Mädchen (Cizí holka)
- 1993: Die sieben Raben (Sedmero krkavců)
- 1995: Učitel tance
- 2004: Jeder stirbt für sich allein (I ve smrti sami)
- 2007: Operace Silver A
- 2011: Viditelny svet
- 2011: Setkání s hvezdou: Jana Hlaváčová
- 2011: Setkání s hvezdou: Vilma Cibulková